# AutomationML
AutomationML (Automation Markup Language) ist ein neutrales, XML-basiertes Datenformat für die Speicherung und zum Austausch von Anlagenplanungsdaten, das als offener Standard zur Verfügung steht. Ziel der AutomationML ist der Austausch von Engineering-Daten in einer heterogenen Tool-Landschaft von modernen Engineering-Werkzeugen für verschiedene Disziplinen wie zum Beispiel Mechanisches Design, Elektrisches Design, HMI-Entwicklung, SPS-Programmierung oder Robotersteuerung.
Das Datenaustauschformat AutomationML wird in der IEC 62714 standardisiert, wobei sowohl der erste Teil „Architecture and general requirements“ als auch der zweite Teil „Role class libraries“ bereits internationaler Standard (IS) sind.

## Ansatz
AutomationML beschreibt Anlagenkomponenten als Objekte mit verschiedenen Aspekten.
Ein Objekt kann andere Objekte beinhalten und kann selbst Teil einer größeren Komponente sein. Es kann eine Schraube, einen Greifer, einen Roboter oder eine komplette Fertigungszelle in jeweils verschiedenen Detaillierungsstufen beschreiben.
AutomationML setzt sich aus verschiedenen Standards zusammen, die über stark typisierte Links verbunden sind:
- Topologie bzw. Struktur (Attribute und Beziehungen von Objekten in ihrer hierarchischen Anlagenstruktur) implementiert mit CAEX (IEC 62424).
- Geometrie (grafische Attribute und 3D-Information) implementiert mit COLLADA der Khronos Group.
- Kinematik (Verbindungen und Abhängigkeiten von Objekten, um Bewegungsplanung zu beschreiben) implementiert mit COLLADA.
- Logik (Ablaufsequenzen, internes Verhalten und I/O-Verbindungen) implementiert mit PLCopen XML.

Für zukünftige Erweiterungen ist AutomationML so ausgelegt, dass weitere Formate mit ähnlichen Referenzierungsmechanismen integriert werden können.

## Geschichte
Nach ersten Evaluierungen von Austauschformaten initiierte Daimler die Entwicklung und Standardisierung der AutomationML als Zwischenformat der Digitalen Fabrik zusammen mit ABB, KUKA, Rockwell Automation, Siemens, netAllied und Zühlke sowie der Universität Karlsruhe und der Otto-von-Guericke-Universität Magdeburg im Oktober 2006.
2009 öffnete sich das vorher geschlossene Industriekonsortium durch die Gründung eines Vereins. Erstes neues Mitglied wurde das Fraunhofer IOSB.